# Награды Грузии

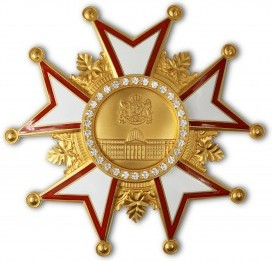
Президентский орден Сияние

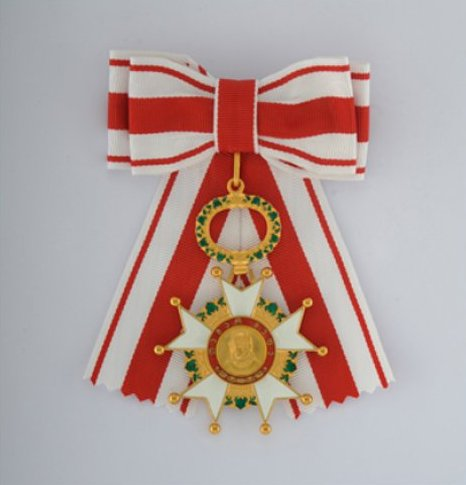
Орден Царицы Тамары

Награды Грузии — совокупность государственных и ведомственных орденов, медалей, крестов, знаков отличия, премий Республики Грузия.

## История
Система государственных наград независимой Грузии начала складываться в 1992 году, когда законом «Об учреждении государственных наград Грузии» были учреждены два общегражданских ордена, Давида Агмашенебели и Чести, и военный орден Вахтанга Горгасала. В 1998 году был учреждён орден Золотого руна, для награждения иностранных граждан.
Последующее расширение наградной системы Грузии происходило в 2004 году, когда были учреждены орден Победы им. Св. Георгия и высшая степень отличия — звание Национального героя Грузии, и в 2009 году, когда были учреждены сразу три новых ордена — Царицы Тамары (исключительно для женщин), Сияние и Св. Николая.
Также в системе государственных наград Грузии существуют три медали: «За воинскую отвагу», «За военные заслуги» и Чести.
Представление к государственным наградам Грузии возможно только за конкретные заслуги. Не допускается награждение за выслугу лет или к юбилейной дате.
Ходатайствовать о награждении государственными наградами Грузии могут учреждения, в которых работают награждаемые лица, или органы, на подведомственной территории которых они проживают. Ходатайство о награждении лиц, проживающих за рубежом, возбуждается в Министерстве иностранных дел Грузии. Представления к наградам, по ходатайствам, осуществляют руководители государственных органов, от председателя Парламента Грузии и премьер-министра, до мэра Тбилиси или руководителей юридического лица публичного права, основанного на государственной собственности. Наградные листы представляются на рассмотрение в Администрацию Президента Грузии, откуда поступают на подпись президента. Также президент может осуществить награждение по собственному усмотрению.
Предусмотрено посмертное награждение государственными наградами Грузии.
31 июля 2009 года было утверждено «Положение о государственных наградах Грузии — орденах и медалях», которым зафиксировано нынешнее состояние системы государственных наград Грузии.
Граждане Грузии, награждённые государственными наградами, имеют право на единовременные денежные премии. Так, удостоенному звания Национального героя вручается премия в размере 500 минимальных заработных плат, а кавалеру ордена Чести — 20 минимальных заработных плат. Кавалеры орденов Давида Агмашенебели и Вахтанга Горгасала пользуются правом бесплатного проезда в общественном транспорте и бесплатного обязательного медицинского страхования.
Лишение государственной награды может быть осуществлено только по решению президента Грузии, за случаи оскорбительного поведения награждённого по отношению к награде или в случае совершения преступления, предусмотренного Уголовным кодексом Грузии.
Внешний вид первых наград Грузии оформлен с использованием традиционных грузинских орнаментов. Эскизы орденов и медалей, учреждённых в 1992 году, созданы в 1993 году заслуженным деятелем искусств Грузии художником Эмиром Бурджанадзе и заслуженным архитектором Грузии художником-дизайнером Георгием Авсаджанишвили. Эскиз ордена Золотого руна создан в 1997 году художником Мамукой Гонгадзе и геральдистом Мамукой Цуриумиа. Со временем наметился отход от традиционного грузинского медальерного искусства. В оформлении наград, учреждённых в 2009 году, прослеживается влияние западно-европейской фалеристики.

## Государственные награды
Государственные награды Грузии в порядке взаимного старшинства:
| Лента | Награда                                                      | Дата учреждения | Основания награждения |
| ----- | ------------------------------------------------------------ | --------------- | --- |
|       | Звание «Национальный герой Грузии» Орден Национального героя | 24 июня 2004    | «За особые, выдающиеся героические действия». |
|       | Орден Победы имени Святого Георгия                           | 24 июня 2004    | «За особый вклад в победы, достигнутые для Грузии». |
|       | Орден Давида Агмашенебели                                    | 24 декабря 1992 | «За огромные заслуги перед народом Грузии, значительный личный вклад в дело борьбы за государственную независимость и возрождение Грузии, консолидации общества, развития демократии». |
|       | Орден Царицы Тамары                                          | 31 июля 2009    | «За выдающиеся заслуги перед страной и народом, за выдающуюся государственную или общественную деятельность». |
| —     | Президентский орден «Сияние»                                 | 31 июля 2009    | «За выдающиеся заслуги в культуре, образовании, науке, искусстве, спорте и других областях и перед Грузией». |
|       | Орден Святого Николая                                        | 31 июля 2009    | «За благотворительность, бескорыстное служение стране и народу». |
|       | Орден Золотого руна                                          | 26 июня 1998    | «За особый вклад в дело строительства грузинского государства, защиты интересов национальной безопасности, суверенитета и территориальной целостности, формирования демократического и свободного общества, установления двусторонне полезных отношений с зарубежными странами и международными организациями, защиты прав граждан Грузии, живущих за рубежом, популяризации грузинской культуры, развития грузинской науки и искусства». |
|       | Орден Вахтанга Горгасала                                     | 24 декабря 1992 | «Награждаются военнослужащие Грузии, проявившие героическую стойкость и отвагу в борьбе за защиту Родины и её единства, умелым руководством обеспечившие успех военных частей и подразделений, разработавшие и осуществившие военные операции». |
|       | Орден Чести                                                  | 24 декабря 1992 | «За особый личный вклад в строительство независимого грузинского государства — упрочение управления, обороны, законности и правопорядка, в областях народного хозяйства, здравоохранения, науки, образования, культуры, литературы, искусства, за спортивные достижения, героизм и стойкость». |
|       | Медаль «За воинскую отвагу»                                  | 24 декабря 1992 | «За личное мужество, проявленное при защите отечества и выполнение воинского долга, доблесть и отважные действия». |
|       | Медаль «За военные заслуги»                                  | 24 декабря 1992 | «За особые личные заслуги в деле защиты и обеспечения единства Родины». |
|       | Медаль Чести                                                 | 24 декабря 1992 | «За особый вклад в дело возрождения Грузии и достойное служение». |